# Den 8. sans
Den 8. sans er en dansk kortfilm fra 1988 med instruktion og manuskript af Helen Lait Kluge.

## Handling
Filmen handler om folks skjulte grænseoverskridende potentiale. Den skildrer en kvinde, som bevæger sig fra en tilstand af splittelse og dyb angst, via isoleret selvfordybelse og transcendens, ud i en følelse af positiv uendelighedsopfattelse, hvor grænserne mellem tid og rum er ophævet og energien flyder frit